# Wilm Hosenfeld
Wilm Adalbert Hosenfeld (celým jménem: Wilhelm Adalbert Hosenfeld, 2. května 1895 Mackenzell, Hesensko-Nasavsko, Německé císařství – 13. srpna 1952 u Stalingradu) původně učitel, byl německý armádní důstojník s hodností kapitána, který pomohl skrýt nebo zachránit několik Poláků, včetně Židů, v nacisty obsazeném Polsku. Mezi lidi, kterým pomohl, patřil i známý polsko-židovský pianista a skladatel Władysław Szpilman. Byl zajat Rudou armádou a v sovětském zajetí zemřel o 7 let později.